# Ottilie Friedmann
Ottilie Friedmann, geborene Schmieder, Pseudonym Oskar Brandt (* 1. September 1815 in Dresden, Sachsen; † 19. Oktober 1891 in Langenzersdorf, Niederösterreich) war eine deutsche Kinder- und Jugendbuchautorin.

## Leben
Ottilie Louise Friedmann, geborene Schmieder, wurde am 1. September 1815 in Dresden als einzige Tochter des Beamten im Finanzministerium und späteren Geheimrats Karl Wilhelm Schmieder geboren. Sie erhielt eine sorgfältige Erziehung im besten Institut für höhere Töchter in Dresden. Mit sechzehn Jahren heiratete sie auf Wunsch ihres Vaters den Geheimsekretär Eduard Schnabel, mit dem sie eine Tochter Ottilie Angelica „Angelique“ (1833–1907) hatte, jedoch wurde die Ehe nach fünf Jahren wieder geschieden.
Ottilie Friedmann nahm ihren Mädchennamen Schmieder wieder an und lernte nach dem Studienplan der Gymnasien im Selbststudium Latein und Griechisch und beschäftigte sich eingehend mit Philosophie. 1850 ging sie als Schülerin zu Friedrich Fröbel nach Marienthal, gründete nach seinem System 1851 in Kiel einen Musterkindergarten und leitete ihn, bis die Gesundheit ihrer Tochter sie veranlasste, nach Hamburg überzusiedeln.
Bei Besuchen in Leipzig und Dresden kam sie dort in Kontakt mit Vertretern der Wissenschaft und Literatur wie Arnold Ruge, Gustav Freytag, Julian Schmidt, Ernst Theodor Echtermeyer, Friedrich von Bodenstedt, Christoph August Tiedge, Bock u. a.  und wurde dadurch selbst zu schriftstellerischer Tätigkeit angeregt. 1848 lernte sie im Hause Arnold Ruges den Publizisten Otto Bernhard Friedmann aus Wien kennen, Herausgeber der politischen Zeitung G’rad aus!, den sie 1855 heiratete. Bis zu Friedmanns Tod 1880 arbeitete sie an dem von ihm 1858 in Wien gegründeten Wiener Wochenblatt mit, für das sie mehrere Novellen und Aufsätze über Kindererziehung, Ernährung und verschiedene Frauenthemen verfasste. Auch an den später von ihrem Mann geleiteten Blättern Wiener Neueste Nachrichten und Wiener Lloyd arbeitete sie mit. Als Witwe behielt sie ihren Wohnsitz in Wien bei. Sie starb 1891 in Langenzersdorf bei Wien und wurde auf dem Neustifter Friedhof begraben.
Aus der Ehe mit Otto Bernhard Friedmann stammten ein Sohn, der Strafrechtsprofessor Otto Friedmann (1860–1901), und die Schriftstellerin Clara Ruge (1856–1937).

## Werke
- Ein Diplomat (1853)
- Waldblumen. Erzählungen für Kinder von 6 bis 10 Jahren (1862)
- Was die Mutter erzählt. Geschichten für Kinder von 6 bis 10 Jahren (1864)